# Незабываемое (фильм, 1967)
«Незабываемое» — художественный широкоформатный фильм режиссёра Юлии Солнцевой, снятый по военным рассказам Александра Довженко на киностудии «Мосфильм» в 1967 году и являющаяся частичной экранизацией запрещённой киноповести «Украина в огне». Премьера фильма состоялась 30 августа 1967 года. В съёмках фильма принимали участие войска Киевского военного округа.

## Сюжет
Действие фильма охватывает события, происходившие в 1941—1943 годах.
Немецкая армия оккупировала территорию Украины. Судьба советского народа показана на примере семьи Чабан, глава которой Петро Чабан проводил пятерых сыновей на службу в Красную Армию.
Когда в село пришли немцы, для того, чтобы иметь возможность помогать подпольщикам и партизанам, Петро стал старостой своего села. За передачу сведений партизанам, он был схвачен и брошен в лагерь для военнопленных. Убив полицая Максима Заброда, охранявшего лагерь, он захватывает оружие, совершает побег и вместе с другими сбежавшими присоединяется к партизанам.
Его дочь Олеся, которая была насильно депортирована в Германию, бежит оттуда и возвращается в сгоревшее родное село. Здесь она встречает свою подругу, партизанку Христю, от которой узнает, что её отец командир в одном из партизанских отрядов. Жена Петро, Татьяна Чабан укрывала у себя дома сбитых над их селом советских лётчиков, но по доносу полицая раненых бойцов и отважную женщину схватили. Лётчиков расстреляли, а их защитницу повесили рядом с домом.
Узнав о случившемся, её муж и дети дают торжественную клятву бить врага до полной над ним победы. Красная Армия отвоевывает родную землю, среди идущих в наступление красноармейцев Олеся встречает своего возлюбленного Василя, о котором всё это время не имела вестей. Несмотря на страшные картины разрухи и запустения, у героев ленты нет сомнения, что мирная жизнь неизбежно вступит в свои права.

## В ролях
- Евгений Бондаренко — Петро Чабан
- Зинаида Дехтярёва — Татьяна Чабан
- Ирина Короткова — Олеся Чабан
- Юрий Фисенко — Василь
- Георгий Тараторкин — Иван Чабан
- Светлана Кузьмина — Христя
- Леонид Бакштаев — Дехтярёв
- Сергей Плотников — Максим Заброда
- Янис Мелдерис — Людвиг Краузе
- Валентинс Скулме — Эрнест Краузе
- Евгений Бочаров — немецкий офицер-фотограф
- Павел Винник — офицер на пересыльном пункте
- Валентина Владимирова — мать дезертира
- Ия Маркс — вербовщица

## Съёмочная группа
- Режиссёр-постановщик: Юлия Солнцева
- Оператор-постановщик: Дильшат Фатхуллин
- Композитор: Алексей Муравлёв
- Художник-постановщик: Николай Усачёв
- Звукооператор: Ю. Рабинович
- Режиссёр: Н. Поленков
- Оператор: В. Ковальский
- Художник по костюмам: Э. Приеде
- Художник-гримёр: С. Калинина
- Монтажёр: Л. Печиева
- Редактор: В. Карен
- Оператор комбинированных съёмок: Николай Ренков
- Художник комбинированных съёмок: Б. Носков
- Главный военный консультант: М. М. Попов
- Директор: Р. Бут

## Рецензии
- Николаев, Н. Забыть нельзя. Известия, 1968, 19 мая; 18 мая, Моск. вечерний выпуск.
- Рошаль, Гр. Незабываемое. «Правда», 1968, 19 июня.
- Тихонов, Николай. «…Малые люди в нём велики!». Искусство кино, 1968, № 7, стр. 27—33.